# Europa (mjesec)
Europa je satelit Jupitera. Kruži oko Jupitera na udaljenosti od 670 900 km. Europin polumjer iznosi 1569 km, a masa 4.80 × 1022kg.

## Fizička svojstva
Europa, kao i Io, za razliku od ostalih planetnih satelita, ima fizička svojstva donekle slična terestričkim planetima (Merkur, Venera, Zemlja i Mars), što znači da je građena uglavnom od otopljenih silikata. Europa, međutim, za razliku od Ioa, ima sloj leda na površini. Posljednji podaci s letjelice Galileo upućuju na postojanje male željezne jezgre.
Ono što je karakteristično za Europu je vrlo vjerojatno postojanje vodenog oceana ispod površine, dubine oko 50 km. Ako bi se ove pretpostavke pokazale točnima, bilo bi to prvo otkriće većih količina vode u tekućem stanju, izvan Zemlje. Zamrzavanje oceana, koji se zapravo sastoji od poluotopljenog leda, priječi toplinska energija oslobođena plimnim silama. Toplina oslobođena u Europinoj površini je oko 10 puta manja od one unutar Ioa.
Posljednje fotografije teleskopa Hubble otkrivaju postojanje vrlo slabašne atmosfere (10-11 bara) koja sadrži i kisik. Europin kisik nije biološkog porijekla, već nastaje djelovanjem Sunca i nabijenih čestica na površinski led.

### Reljef
Europina je površina jedinstvena u Sunčevu sustavu. Vrlo je glatka - nema planina iznad nekoliko stotina metara visine. Krateri su također vrlo rijetki - uočena su samo tri s promjerima većim od 5 km. Sve ovo upućuje na vrlo mladu i aktivnu površinu. Fotografije Europine površine podsjećaju na fotografije zemaljskih ledenih mora.
Najupečatljiviji detalji Europine površine su grupe tamnih linija koje obuhvaćaju cijeli satelit - takozvani flexi. Veće su oko 20 km široke, s nejasnim rubovima i središnjom linijom svjetlijeg materijala. Flexi nastaju zbog skupljanja i rastezanja Europe pod djelovanjem plimnih sila promjenjivog intenziteta. Simulacije pokazuju da bi ovakve linije mogle nastati upravo u slučaju postojanja oceana ispod površine.
Možda najuvjerljiviji dokaz da Europina kora pluta na oceanu su slike razbijenih i ispremještanih santi leda. U tim područjima europina kora izgleda kao razbijena slagalica. Simulacije su pokazale da se razbijeni dijelovi kore nisu mogli okrenuti naopako ili zarotirati samo klizanjem, već je bilo potrebno da plutaju. Jedno od novijih istraživanja pokazalo je, na temelju morfologije (oblika) kratera različitih dimenzija, da ocean u Europinoj unutrašnjosti vjerojatno postoji (ili je postojao), ali se skriva iza najmanje 19 km debele kore.
Za oko 2.5 milijardi godina, kada se Sunce pretvori u crvenog diva, Europina bi se površina mogla ponovno otopiti.

### Gejziri
Postoje vrlo uvjerljivi dokazi da Europa izbacuje gejzire u visinu i do 200 km. Mogućnost se prvi put pojavila kad je letjelica Galileo 1997. godine prošla na 206 km ispod južnog polarnog područja. Potom je HST snimio fotografije mogućih gejzira tijekom 2014., 2016. i 2018., što je dosad najčvrči dokaz gejzira.

### Magnetsko polje
Letjelica "Galileo" pronašala je slabo Europino magnetsko polje, oko 4 puta slabije od Ganimedovog. Njeno magnetsko polje je promjenjivo - mijenja se kako Europa prolazi kroz različita područja Jupiterovog magnetskog polja. Ovo je jak dokaz postojanju vodljivog materijala u unutrašnjosti Europe - možda slanog oceana.

## Povijest istraživanja
Galileo Galilei je 1610. godine prvi uperio teleskop prema Jupiteru i otkrio 4 Jupiterova satelita (Io, Europa, Ganimed i Kalisto), koji se po njemu zovu galilejanski. To je bio dokaz Kopernikove heliocentrične teorije jer se dokazalo da se ne vrti sve oko Zemlje.
Tri su letjelice poslale na Zemlju fotografije ovog satelita: Voyager 1, Voyager 2, te Galileo. U pripremi je još letjelica, uključujući  Jupiter Icy Moons Explorer, i Europa Clipper.

## Vanjske poveznice
- Astronomska sekcija Fizikalnog društva Split - Europa  Arhivirana inačica izvorne stranice od 1. studenoga 2004. (Wayback Machine)